# المملكة الهندية الإغريقية
كانت المملكة الهندية الإغريقية أو المملكة الإغريقية الهندية تغطي أجزاءً متنوعة من شمال غرب شبه القارة الهندية خلال آخر قرنين قبل الميلاد، وكانت محكومة من أكثر من 30 ملكًا هلنستيًا، وكانت تدخل في كثير من الأحيان في صراعات مع بعضها البعض.
تأسست المملكة عندما غزا الملك الإغريقي البختري ديميتريوس الهند في أوائل القرن الثاني قبل الميلاد. وبعد أن دفعتهم قبائل السكثيين، أجبر الإغريقيون البختريون على احتلال الهند. وانفصل الإغريقيون في الهند عن كونهم إغريقيين بختريين متمركزين في بختريا (الواقعة الآن بين حدود أفغانستان وأوزبكستان). لكن الإغريق أخفقوا في تأسيس مملكة موحدة في شمال غرب الهند. وكان ميناندر (ميليندا) الحاكم الهندي الإغريقي الأكثر شهرة في ذلك الحين. وقد أقام عاصمته في سكالا في بنجاب وباكستان الحديثة، وقد نجح في غزو جانكيس يامانو دو آب.
إن عبارة «المملكة الهندية الإغريقية» تدل عامة على الأسر السياسية المختلفة، وعادة ما تكون مرتبطة بعدد من العواصم الإقليمية مثل تيكسلا، (بنجاب، (باكستان) الحديثة) وبوشكالاواتي وساقالا. وفيما يتعلق بالمراكز الأخرى فهي لم تذكر صراحة، فعلى سبيل المثال ذكر بطليموس في كتابه الجغرافيا (Geographia) أن ملكًا اسمه ثيوفيلا قد تكون له عاصمة في المحيط الجنوبي للنفوذ الهندي الإغريقي وقد تكون ساتراب أو ملكية في زمن ما.
وأثناء هذين القرنين من الحكم، مزج الملوك الهنود الإغريقيون بين اللغتين الإغريقية والهندية وحضارتهما، كما تُظهره القطع النقدية، فتم المزج ما بين لغات وشعائر الإغريقية القديمة والهندوسية والبوذية كما تظهره الآثار الباقية من مدنهم وبإشارات واضحة لتأييدهم للبوذية، في إشارة واضحة إلى تمازج الحضارتين الهلينية والهندية. ويمثل هذا التزاوج في الحضارة الهندية الإغريقية الأثر الباقي والمحسوس إلى يومنا هذا ولا سيما الذي يظهر في الفنون الإغريقية البوذية.
في النهاية، اختفت المملكة الهندية الإغريقية كوحدة سياسية عام 10 (عدد)م تقريبًا بعد احتلالها من قبل الهنود السكثيين، رغم أن الشعوب الإغريقية ظلت عدة قرون هناك تحت حكم الملوك المتعاقبين من الهنود الفارثيين والكوشان.

## الأثر الثقافي والفني
ما زال بالإمكان العثور على بعض مظاهر الهلنستية المميزة في الهند، وبالتحديد في المنطقة التي قامت فيها الممالك الهندية الإغريقية، فقد أدّت عزلة سكّانها الأوائل من الإغريق، وبُعدهم عن وطنهم الأم في أوروبا، إلى انصهار ثقافتهم اليونانية بالثقافة الهندية، وبالأخص تلك البوذية. يُلاحظ أن أوّل منحوتات بوذا ذات الشكل الإنساني أخذت تظهر خلال تلك الفترة، وقد تمّ نحتها بالاستناد إلى تماثيل الإله أپولو[ ؟ ] الإغريقية، كما يُعتقد أن عدّة تقاليد بوذية تأثرت تأثرًا كبيرًا بالديانة اليونانية القديمة، فعلى سبيل المثال تُعد البوداسفيّة بمثابة المُرادف الشرقي لأساطير الأبطال الإغريق، وبعض طقوس الماهايانا مثل حرق البخور وتكليل ووضع الطعام عند المذابح، كلها شبيهة بطقوس الإغريق القدماء. بالإضافة لذلك، استمدت البوذية الزنيّة بعض أفكارها ومبادئها من الفلسفة الرواقية اليونانية. يُعتقد أن أحد ملوك الإغريق، المدعو ميناندر الأول «المنقذ»، اعتنق البوذية مخلصًا، فتمّ تخليد ذكراه في نصوص البوذيين، وأشير إليه باسم «ميلينادا». لم تقتصر هلينة الهند على الجوانب الثقافية والدينية فحسب، بل امتدت لتشمل العلوم أيضًا، إذ تسرّبت الكثير من الأفكار والنظريات الفلكية شرقًا حتى وصلت الهند حيث أثرّت بعلوم الفلك تأثيرًا عظيمًا بحلول القرون الميلادية الأولى. وقد عُثر على أدوات إغريقية مخصصة لدراسة مواقع الكواكب والنجوم في مدينة «آي خانُم» اليونانية الباخترية، الواقعة في أفغانستان حاليًا، كما وُجدت في الهند مجسمات يونانية كروية للأرض وقد أحاطت بها مجسمات كروية أخرى للكواكب، وقد جعلت هكذا أدوات مع ما رافقها من معلومات قيمة، جعلت فكرة كروية الأرض تحل مكان فكرة الأرض المنبسطة التي سادت في الهند زمنًا طويلاً.

## تاريخ المملكة الهندية الإغريقية

### طبيعة وجودة المصادر
نجت بعض الروايات التاريخية التي تغطي معظم تاريخ العالم الهلنستي، على الأقل تلك الخاصة بالملوك والحروب؛ وهذا ما ليس متوفرًا بالنسبة للهند. يُعتبر المؤرخ جوستين هو المصدر الرئيسي الإغريقي-الروماني حول الهنود الإغريقيين، إذ كتب أنثولوجيا مستمدة من المؤرخ الروماني بومبيوس تروغوس الذي كتب بدوره مستمدًا من مصادر إغريقية في وقت الإمبراطور أغسطس. بالإضافة إلى هذه المقتطفات، فقد ذكر عالم الجغرافيا سترابو الهند عدة مرات في سياق جداله الطويل مع إراتوستينس حول شكل أوراسيا – معظمها ادّعاءات جغرافية بحتة – لكنه يذكر بالفعل أن مصادر إراتوستينس تقول إن بعض ملوك اليونان غزوا متوغلين أبعد مما وصل إليه ألكسندر. سترابو لا يصدق تلك المصادر حول هذا الموضوع، ولا يعتقد أن ميناندر الأول وديميتريوس ابن يوثيديموس قد احتلّا قبائل أكثر من ألكسندر. ثمّة قصة ناقصة عن ميناندر في أحد كتب المؤرخ بوليبيوس لكنها لم تصل سليمة إلينا.
ثمّة مصادر أدبية هندية تتراوح من كتاب «أسئلة ميناندر» (باللغة الباليّة: Milinda Pañha) - ميناندر يُذكر تحت اسم ميليندا في المصادر الباليّة - وهو الحوار بين البوذي سيج ناغاسينا وبعض الأشخاص بأسماء مهنَّدة والتي قد تكون مرتبطة بالملوك الهنود الإغريقيين مثل ميناندر الأول. الأسماء في هذه المصادر تحمل صبغة هندية بصورة متّسقة، وهناك بعض الخلاف حول ما إذا كان دارماميترا يمثل «ديميتريوس» أو هو أمير هندي يحمل هذا الاسم. ذُكِرت أيضًا بعثة صينية إلى باختر أو باكتريا من قبل المستكشف تشانغ تشيان تحت حكم الإمبراطور وو من هان في سجلات المؤرخ الكبير وكتاب هان السابق، مع وجود أدلة إضافية في كتاب هان اللاحق. إن تحديد الأماكن والشعوب التي قامت بعمليات النسخ إلى الصينية أمر صعب، وقد اقتُرحت تفسيرات بديلة عدة لذلك.
من المحتمل أن نقش يافاناراجا الذي يعود حتى القرن الأول قبل الميلاد، قد يشير إلى أدلة أخرى على التأثير الأوسع والأطول للهنود الإغريقيين. إذ يذكر النقش كلمة «يافانا» - كلمة سنسكريتية اسُتخدمت في الهند القديمة للإشارة إلى المتحدثين بالإغريقية - وهو مصطلح مستمد من «الأيونيين»، والذي عنى في ذلك الوقت على الأرجح «الهنود الإغريقيين».

### توسّع ديميتريوس في الهند
ديميتريوس الأول، ابن يوثيديموس يعتبر عمومًا ملكًا إغريقيًا- بختريًا وهو من بدأ التوسع الإغريقي في الهند. ولذلك فهو مؤسس المملكة الهندية الإغريقية. إن النوايا الحقيقية للملوك الإغريق في الهند المحتلة غير معروفة، ولكن من المعتقد أن قيام إمبراطورية شونغا بتدمير الإمبراطورية الماورية قد شجع هذا التوسع إلى حد كبير. أما الهنود الإغريق، وخاصة ميناندر الأول الذي ذُكر في كتاب «أسئلة ميناندر» أنه قد اعتنق البوذية، فلربما تلقوا أيضًا مساعدة البوذيين الهنود.
هناك نقش بالفعل من عهد والده يشيد بديميتريوس رسميًا بكونه المنتصر. احتوى النقش أيضًا إحدى المعلومات القليلة المؤكدة في التاريخ الهندي-الإغريقي: بعد أن قام والده بالتصدي لأنطيوخوس الثالث لمدة عامين، 208 – 206 قبل الميلاد، عُقدت معاهدة سلام التي تضمنت عرض الزواج بين ديميتريوس وابنة أنطيوخوس. عُثرت على عملات ديميتريوس الأول في أراخوسيا وفي وادي كابول الذي سجّل أول دخول لليونانيين إلى الهند حسبما حددوه. ثمّة أيضا أدلة أدبية على شن حملة عسكرية شرقًا ضد سيريكا وفريني; ولكن ترتيب وتأريخ هذه الغزوات غير مؤكد.
يبدو أن ديميتريوس قد غزا وادي كابول وأراخوسيا وربما غاندادرا.  لم يأمر بسكّ أي عملات هندية، لذا إما أن غزواته لم تتوغل بعيدًا في الهند أو أنه مات قبل أن يتمكن من توطيدها. على عملته النقدية، يحمل ديمتريوس الأول دائمًا خوذة الفيل التي يرتديها ألكسندر، والتي يُعتقد أنها رمز على غزواته الهندية. يعتقد بوبيراتشي أن ديمتريوس نال لقب «ملك الهند» إبّان انتصاراته جنوب هندوكوش. مُنِح أيضًا –  وإن بعد وفاته على الأرجح – لقب المنيع (بالإغريقية: Ἀνίκητος) وهو لقب ديني لهرقل تقلّده ألكسندر؛ وفي وقت لاحق نال أيضًا الملوك الهنود الإغريقيون ليزياس وفيلوكسينيس وأرطميدورس ذلك اللقب. أخيرًا، من المرجح أن ديميتريوس كان مؤسس حقبة يافانا المكتشفة حديثًا، بدءًا من 186/185 قبل الميلاد.

## الأيديولوجيا
ازدهرت البوذية تحت حكم ملوك الهند واليونان، وخاصة حكم ميناندر، باعتباره داعية خير. وقد اقتُرح، على الرغم من عدم وجود أدلة مباشرة، أن غزوهم للهند كان يهدف إلى إظهار دعمهم للإمبراطورية الماورية التي ربما كان لها تاريخ طويل من تحالفات الزواج وتبادل الهدايا ومظاهر الصداقة وتبادل السفراء والمهام الدينية مع اليونانيين. حتى أن المؤرخ ديودور الصقلي كتب أن ملك باتاليبوترا كان يكمن «حبًا جمّا لليونانيين».
من المحتمل أن الهدف وراء التوسع الإغريقي في الأراضي الهندية كان حماية السكان اليونانيين القاطنين في الهند وحماية العقيدة البوذية من الاضطهاد الديني لإمبراطورية شونغا. وُجدت مدينة سركب من قِبَل ديميتريوس التي تجمع بين التأثيرات اليونانية والهندية من دون أي علامات فارقة بين الثقافتين.
أول عملة يونانية سُكَّت في الهند، هي عملة ميناندر الأول وأبولودويوس الأول تحمل اسم «الملك المنقذ» (بالإغريقية: ΒΑΣΙΛΕΩΣ ΣΩΤΗΡΟΣ)، وهو لقب ذو قيمة عالية في العالم اليوناني يُشير إلى انتصار كبير غير متوقع. على سبيل المثال، عُدَّ بطليموس الأول مُنقذًا (سوتر) لأنه ساعد في إنقاذ جزيرة رودس من ديميتريوس الأول المقدوني، وأيضًا عُدَّ أنطيوخوس الأول منقذًا لأنه أنقذ آسيا الصغرى (الأناضول) من شعوب الغال. نُقِش هذا اللقب باللغة البالية  (تراتاراسا – Tratarasa) على خلفية العملة. لربما كان ميناندر وأولودوس منقذين بالفعل للسكان اليونانيين القاطنين في الهند ولبعض الهنود أيضًا.
كانت معظم العملات النقدية لملوك اليونان في الهند ثنائية اللغة أيضًا، مكتوبة باليونانية على الوجه الأمامي وباللغة البالية على الوجه الخلفي (بالخط الخروستي المشتق من الآرامية، وليس من الخط البراهمي الشرقي، الذي استُخدم لمرة واحدة فقط في عملات اغاثوكليس من باختر)، وهو يُعدّ امتياز هائل لثقافة أخرى لم يسبق له مثيل في العالم الهيليني. من عهد أبولدوتس الثاني، نحو 80 قبل الميلاد، بدأت الحروف الخروستية تُستخدم كعلامات صغيرة على العملات المعدنية إلى جانب رموز وعلامات صغيرة إغريقية أخرى، ما يقترح مشاركة الأخصائيين المحليين في عملية السكّ. وبمحض الصدفة، كانت هذه العملات النقدية ثنائية اللغة هي المفتاح في فك شفرة الخط الخروستي لدى الهنود الإغريق عن طريق العالم جيمس برينسيب (1799-1840). انقرضت الكتابة الخروستية نحو القرن الثالث الميلادي.
في الأدب الهندي، يوصف الهنود الإغريق باسم يافانا (في اللغة السنسكريتية)، أو يونا (في اللغة الباليّة) ويُعتقد أن هاتين الكلمتين قد حُرّفتا من لغة قبيلة الأيونيون. في العمل الأدبي الهاريفامسا تصف كلمة «يافانا» الهندية اليونانية قبائل ساكا، وكامبوجاس، وبالافاس، وباراداس في مصطلح «كشاتريا-بونغافا» وهي طبقة النخبة الحاكمة والعسكرية أو الكشاتريا. يشرح ماجيما نيكايا أنه في أراضي يافانا وكامبوجاس وعلى النقيض من الطبقات الاجتماعية الهندية العديدة، لم يكن هناك سوى فئتين من الناس، هما الآريون والداسا (الأسياد والعبيد).

## الديانة
بالإضافة إلى عبادة الآلهة الكلاسيكية اليونانية المطبوعة على العملة المعدنية (زيوس، هرقل، أثينا، أبولو...)، اعتنق الهنود اليونانيون مبادئ العقائد المحلية، وخاصة البوذية إلى جانب الهندوسية والزرادشتية.

### أتباع الدارما
يستخدم العديد من الملوك الهندين اليونانين لقب «دارميكاسا»، أي «تابع الدارما»، الموجود في النص الخروستي على خلفية عملتهم المعدنية. الأسطورة المقابلة لها في اليونانية هي أسطورة ديكايوس (العدالة)، وعادةّ ما تكون أيضًا مطبوعة على العملات المعدنية. تردد صدى تعبير «تابع الدارما» بقوة لدى الرعايا الهنود الذين كانوا يُطلقون هذا التعبير على الملوك الأتقياء، بالأخص منذ زمن الإمبراطور أشوكا الذي دعا إلى تعاليم الدارما في نقوشه «مراسيم أشوكا». إن الملوك السبعة الذين يستخدمون «دارماكاسا»، أي «أتباع الدارما»، هم ملوك الهند واليونان منذ نحو 150 قبل الميلاد بعد عهد ميناندر الأول مباشرةً، ويرتبطون بشكل رئيسي بمنطقة غاندارا: زيلوس الأول (130-120 قبل الميلاد)، ستراتو الأول (130-110 قبل الميلاد)، هيليوكليس الثاني (95-80 قبل الميلاد)، ثيوفيلوس (130 أو 90 قبل الميلاد)، ميناندر الأول (90-85 قبل الميلاد)، أرخيبيوس (90-80 قبل الميلاد)، بيوكولاوس (90 قبل الميلاد). استخدمت تعاليم الدارما مرة أخرى بعد قرن كامل من قِبَل ممارس بوذي معروف، وهو من الهنود السكثيون، الملك كاراهوستس، لتمجيد عمل ملكه السابق أزيس الأول.